# I Need U (bài hát của BTS)
"I Need U" là một bài hát của nhóm nhạc nam Hàn Quốc BTS và là bài hát chủ đề trong mini album thứ ba của nhóm, The Most Beautiful Moment in Life, Pt. 1 (2015). Phiên bản tiếng Hàn được Big Hit Entertainment phát hành vào ngày 29 tháng 4 năm 2015 tại Hàn Quốc. Phiên bản tiếng Nhật được phát hành dưới dạng đĩa đơn riêng lẻ vào ngày 8 tháng 12 năm 2015 tại Nhật Bản thông qua Pony Canyon.

## Sáng tác
"I Need U" là "một bài hát thuộc thể loại nhạc dance với giọng hát truyền cảm của BTS, các yếu tố của synths, hi-hats và R&B." Bài hát được ví như "sự khởi đầu cho tuổi trưởng thành của một người trẻ tuổi, trong đó vẻ đẹp chung sống với sự không chắc chắn và tập trung vào tương lai không chắc chắn nhiều hơn là vẻ hào nhoáng của tuổi trẻ."  Phiên bản gốc của bài hát được sáng tác ở khóa Fa thứ với nhịp độ 158 nhịp mỗi phút.

## Video âm nhạc
Việc phát hành video âm nhạc được bắt đầu bằng một đoạn clip giới thiệu được tải lên kênh YouTube chính thức của Big Hit vào ngày 23 tháng 4 năm 2015. Video âm nhạc đầy đủ, trong đó các thành viên của BTS đóng vai "những người trẻ tuổi đối mặt với nỗi lo lắng... chạy trốn quá khứ", được phát hành vào ngày 29 tháng 4. Sau đó, nó được tiết lộ rằng video đã được chỉnh sửa để giảm xếp hạng từ 19+ xuống 15+ nhằm đáp ứng các tiêu chuẩn xếp hạng của Korea Media Rating Board. "I Need U" đã đạt 1 triệu lượt xem sau 16 giờ — kỷ lục nhanh nhất cho bất kỳ video âm nhạc nào của BTS vào thời điểm đó. Nó đã vượt mốc 100 triệu lượt xem vào ngày 20 tháng 11 năm 2017 và là video âm nhạc thứ mười của nhóm làm được điều này. Tính đến tháng 6 năm 2020, nó đã có hơn 200 triệu lượt xem.
Phiên bản 19+ đầy đủ, có tên "I Need U (Original ver.)", Được phát hành vào ngày 10 tháng 5. Nó bao gồm gần 2 phút các phân cảnh mở rộng chứa đựng các chủ đề tối hơn và nhiều hình ảnh đồ họa hơn video trước. Video là video thứ ba mươi của BTS vượt qua 100 triệu lượt xem — làm được điều này vào ngày 16 tháng 3 năm 2021 — và tiếp tục mở rộng kỷ lục của nhóm trong số các ca sĩ Hàn Quốc với tư cách là nghệ sĩ có nhiều video âm nhạc vượt hơn 100 triệu lượt xem nhất. Cả phiên bản gốc và phiên bản mở rộng đều được sản xuất và đạo diễn bởi Lumpens.
Thông qua video âm nhạc, BTS đã đem câu chuyện sáng tạo lâu dài của nhóm, thường được gọi là "BU" hoặc "BTS Universe", lên hàng đầu. Phát biểu với Billboard, Michelle Cho, trợ lý giáo sư về các nền văn hóa phổ biến Đông Á tại Đại học Toronto, cho biết, "Như một trải nghiệm nghe nhìn,"I Need U" đã mở ra Bangtan Universe — cốt truyện của tuổi mới lớn kết hợp tuyệt vời với chuỗi [album] The Most Beautiful Moment in Life và tiếp diễn trong các video âm nhạc, "video khái niệm" (phim ngắn) và câu chuyện đa dạng, kết thúc mở được đăng định kỳ trong ghi chú của album và các bài đăng trên Twitter và Instagram."
Một đoạn giới thiệu cho video âm nhạc phiên bản tiếng Nhật của bài hát đã được đăng trên kênh YouTube tiếng Nhật chính thức của nhóm vào ngày 21 tháng 11 năm 2015. Video âm nhạc được đạo diễn bởi Yoo-jung Ko của Lumpens và phát hành vào ngày 1 tháng 12. Tính đến tháng 6 năm 2020, nó đã có hơn 39 triệu lượt xem.

## Đánh giá chuyên môn
Tamar Herman của Billboard cảm thấy "I Need U" không chỉ là "cột mốc của sự phát triển âm nhạc" trong sự nghiệp của BTS, mà còn là "sự thay đổi âm sắc cho âm nhạc của nghệ sĩ" hướng tới "nhiều âm thanh ambient electronic-pop" từ các đĩa đơn theo hướng hip hop cổ điển đã được khám phá trước đó". Cô nhận xét thêm rằng bài hát là một "đại diện cho sự trưởng thành trong phong cách của nhóm". Trong một bài đánh giá chung cho Vulture, Youngdae Kim và TK Park đã viết rằng "những hợp âm lãng mạn trong phần giới thiệu" tạo ra một "bầu không khí khốc liệt và bi thảm" khi họ gặp "điệp khúc đầy tuyệt vọng" nhưng, "bất chấp nhịp trap dữ dội" và "sự phát triển căng thẳng trong phần rap và sự tiến triển hợp âm của câu hát", nó "để lại cho người nghe sự mềm mại dịu dàng" — họ gọi đó là "một trong những dấu ấn quyết định sự nghiệp của BTS".

### Giải thưởng
Năm 2019, Billboard đã xếp "I Need U" là bài hát K-pop vĩ đại thứ tám mươi trong thập niên 2010, viết rằng nó "đưa BTS lên một tầm cao mới ở Hàn Quốc và viết lại trang sử của nhóm nhạc nam đình đám nhất hiện nay".
| Xuất bản | Danh sách                                         | Vị trí | Nguồn  |
| -------- | ------------------------------------------------- | ------ | ------ |
| Idolator | 25 bài hát K-pop xuất sắc nhất năm 2015           | 15     | [ 16 ] |
| Metro    | Những video K-pop được xếp hạng 19+ xuất sắc nhất |        | [ 17 ] |

| Xuất bản  | Danh sách                                            | Vị trí | Ref. |
| --------- | ---------------------------------------------------- | ------ | ---- |
| Billboard | 100 bài hát K-pop xuất sắc nhất trong thập niên 2010 | 80     |      |

## Phiên bản
Phiên bản tiếng Hàn của bài hát không được phát hành dưới dạng đĩa đơn riêng biệt. Hai bản remix chính thức của bài hát sau đó đã được phát hành vào tháng 5 năm 2016 trong album tổng hợp The Most Beautiful Moment in Life: Young Forever.
Phiên bản tiếng Nhật của bài hát được phát hành dưới dạng đĩa đơn riêng lẻ và bao gồm 2 bài hát phụ cũng là phiên bản tiếng Nhật của các bài hát từ mini album tiếng Hàn. Tổng cộng, có bốn phiên bản của đĩa đơn.
- Phiên bản giới hạn [CD + DVD] PCCA-04298.[20]
- Phiên bản Thông thường [Chỉ dành cho CD] PCCA-04300.[21]
- Loppi·HMV Limited Edition [CD + DVD] BRCA-00071.[22]
- Pony Canyon·Phiên bản BTS SHOP [Chỉ dành cho CD] SCCA-00032.[23]

## Danh sách bài hát
Các khoản ghi chú được trích từ ghi chú đĩa CD của The Most Beautiful Moment in Life, Pt. 1.
| Phiên bản tiếng Hàn [Gốc] | Phiên bản tiếng Hàn [Gốc] | Phiên bản tiếng Hàn [Gốc]                              | Phiên bản tiếng Hàn [Gốc] | Phiên bản tiếng Hàn [Gốc] |
| STT                       | Nhan đề                   | Sáng tác                                               | Sản xuất                  | Thời lượng                |
| ------------------------- | ------------------------- | ------------------------------------------------------ | ------------------------- | ------------------------- |
| 1.                        | "I Need U"                | Pdogg "Hitman" Bang Rap Monster SUGA J-Hope Brother Su | Pdogg                     | 3:31                      |

Các khoản ghi chú được trích từ đĩa CD của The Most Beautiful Moment in Life: Young Forever.
| Phiên bản tiếng Hàn [Album tổng hợp] | Phiên bản tiếng Hàn [Album tổng hợp] | Phiên bản tiếng Hàn [Album tổng hợp] | Phiên bản tiếng Hàn [Album tổng hợp] | Phiên bản tiếng Hàn [Album tổng hợp] |
| STT                                  | Nhan đề                              | Sáng tác                             | Sản xuất                             | Thời lượng                           |
| ------------------------------------ | ------------------------------------ | ------------------------------------ | ------------------------------------ | ------------------------------------ |
| 1.                                   | "I Need U" (Urban Mix)               | Pdogg "Hitman" Bang RM Brother Su    | 보라돌이 Slow Rabbit                 | 3:35                                 |
| 2.                                   | "I Need U" (Remix)                   | Pdogg "Hitman" Bang RM Brother Su    | SHAUN                                | 3:42                                 |

Các khoản ghi chú được trích từ đĩa CD của "I Need U".
| Phiên bản tiếng Nhật | Phiên bản tiếng Nhật                        | Phiên bản tiếng Nhật                         | Phiên bản tiếng Nhật | Phiên bản tiếng Nhật |
| STT                  | Nhan đề                                     | Sáng tác                                     | Sản xuất             | Thời lượng           |
| -------------------- | ------------------------------------------- | -------------------------------------------- | -------------------- | -------------------- |
| 1.                   | "I Need U" (phiên bản tiếng Nhật)           | Pdogg Hitman Bang RM SUGA J-hope Brother Su  | Pdogg                | 3:32                 |
| 2.                   | "Dope (-超ヤベー!-)" (phiên bản tiếng Nhật) | Pdogg Ear Attaack Hitman Bang RM SUGA J-hope | Pdogg                | 4:01                 |
| Tổng thời lượng:     | Tổng thời lượng:                            | Tổng thời lượng:                             | Tổng thời lượng:     | 7:33                 |

| Bài hát tặng kèm [Thông thường]+[SHOP] | Bài hát tặng kèm [Thông thường]+[SHOP]                  | Bài hát tặng kèm [Thông thường]+[SHOP]       | Bài hát tặng kèm [Thông thường]+[SHOP] | Bài hát tặng kèm [Thông thường]+[SHOP] |
| STT                                    | Nhan đề                                                 | Sáng tác                                     | Sản xuất                               | Thời lượng                             |
| -------------------------------------- | ------------------------------------------------------- | -------------------------------------------- | -------------------------------------- | -------------------------------------- |
| 3.                                     | "Boyz with Fun (フンタン少年団)" (phiên bản tiếng Nhật) | SUGA Pdogg Hitman Bang RM J-hope Jin Jimin V | SUGA Pdogg                             | 4:05                                   |
| Tổng thời lượng:                       | Tổng thời lượng:                                        | Tổng thời lượng:                             | Tổng thời lượng:                       | 11:38                                  |

## Quảng bá

### Hàn Quốc
Vào ngày 29 tháng 4 năm 2015, trước khi phát hành video âm nhạc "I Need U" vào lúc nửa đêm, BTS đã phát sóng một chương trình xem trước sự trở lại trực tiếp, trên ứng dụng phát sóng V Live của Naver. Đây là lần đầu tiên nhóm hợp tác với Naver để quảng bá cho sự trở lại. Vào ngày 30 tháng 4, BTS đã bắt đầu quảng bá bài hát trên M Countdown của Mnet. Hai bài hát trong album, "Boyz with Fun" và "Converse High", được KBS đánh giá là không phù hợp để phát sóng do lời bài hát có chứa những lời thề và tên thương hiệu, chẳng hạn như Converse, Chanel và Alexander McQueen. Bài hát thứ hai cũng được MBC đánh giá là không phù hợp để phát sóng. Tuy nhiên, nhóm đã tiếp tục quảng bá thành công trên nhiều kênh truyền hình và nhiều chương trình khác nhau, bao gồm KBS, MBC, SBS và Arirang TV. BTS đã kết thúc thời gian quảng bá cho "I Need U" với buổi biểu diễn cuối cùng vào ngày 31 tháng 5 trên Inkigayo của SBS.

### Nhật Bản
Để kỷ niệm việc phát hành đĩa đơn tiếng Nhật và thu hút sự quan tâm hơn nữa, một cửa hàng pop-up đặc biệt hợp tác với Shibuya Marui đã được công bố vào ngày 18 tháng 11 năm 2015. Cửa hàng mở cửa từ ngày 28 tháng 11 đến ngày 20 tháng 12 và bán các sản phẩm phiên bản giới hạn của BTS theo chủ đề "I Need U". Ba sự kiện hi-touch (bắt tay) dành cho năm 2016 đã được công bố vào tháng 11 và tháng 12. Nó được tổ chức tại Osaka (30 tháng 1), Tokyo (31 tháng 1), và Sapporo (7 tháng 2).

## Diễn biến thương mại 
Ngay sau khi phát hành, "I Need U" đã trở thành cụm từ tìm kiếm thịnh hành nhất trên các trang cổng thông tin điện tử của Hàn Quốc và đứng đầu trên các bảng xếp hạng âm nhạc thời gian thực khác nhau, bao gồm Soribada, Genie và Daum Music. Bài hát cũng ra mắt trong top 10 trên các bảng xếp hạng âm nhạc thời gian thực của Melon, Bugs và Naver Music. Nó ra mắt ở vị trí số 5 trên bảng xếp hạng kỹ thuật số hàng tuần của Gaon và bảng xếp hạng tải nhạc hàng tuần, với 93,790 đơn vị kỹ thuật số được bán ra trong tuần đầu tiên. Đĩa đơn tiếp tục thu về hơn 850,000 lượt tải kỹ thuật số. Vào ngày 5 tháng 5 năm 2015, "I Need U" đã mang về cho BTS chiến thắng đầu tiên trên chương trình âm nhạc kể từ khi ra mắt trên chương trình âm nhạc The Show của SBS MTV. Bài hát cũng đã giành vị trí đầu tiên trên Show Champion của MBC, M Countdown của Mnet và Music Bank của KBS, với chiến thắng thứ hai trên The Show vào tuần sau đó, cho tổng cộng 5 giải thưởng trên các chương trình âm nhạc.
Tại Hoa Kỳ, "I Need U" ra mắt ở vị trí số 4 trên bảng xếp hạng Billboard World Digital Songs, được xếp cao nhất trong số 6 bài hát từ mini album trên bảng xếp hạng. Tính đến tháng 9 năm 2019, bài hát đã thu được 98,000 lượt tải.
Tại Nhật Bản, đĩa đơn vật lý đã bán được hơn 43,000 bản trong ngày đầu tiên phát hành và đứng đầu bảng xếp hạng Oricon Singles Chart hàng tuần. Vào cuối tuần theo dõi đầu tiên, nó đã bán được tổng cộng 95,668 bản và ra mắt trên bảng xếp hạng đĩa đơn hàng tuần ở vị trí số 3.

## Biểu diễn trực tiếp
Ngoài các đợt quảng bá cho sự trở lại trên các chương trình âm nhạc truyền hình khác nhau ở Hàn Quốc, BTS đã biểu diễn "I Need U" tại một số buổi hòa nhạc và lễ hội K-pop lớn nhất ở Hàn Quốc, bao gồm Dream Concert năm 2015, Open Concert của KBS1, Asia Song Festival ở Busan, và Super Seoul Concert năm 2015 tại Sky Dome. Phiên bản remix đặc biệt của bài hát đã được biểu diễn lần đầu tiên và duy nhất tại Melon Music Awards năm 2015 vào ngày 7 tháng 11. Bài hát cũng được biểu diễn tại các sự kiện lớn ở nước ngoài như Korea & China Song Festival lần thứ 17 tại Bắc Kinh, Trung Quốc, và Kpop Concert Live In Yangon Myanmar năm 2015 được tổ chức để kỷ niệm 40 năm quan hệ ngoại giao giữa Hàn Quốc và Myanmar. "I Need U" sau đó đã được đưa vào danh sách biểu diễn trong tất cả các chuyến lưu diễn của BTS kể từ khi được phát hành.

## Nhân sự
Các khoản ghi chú được chuyển thể từ tập sách CD của The Most Beautiful Moment in Life, Pt. 1.

### Phiên bản tiếng nhật
Các khoản ghi chú được chuyển thể từ tập sách CD của đĩa đơn "I Need U".
- Pdogg – sản xuất, keyboard (bài 1–3), bộ tổng hợp (bài 1, 2), sắp xếp rap (bài 1–3), sắp xếp giọng hát (bài 1–3), kỹ thuật thu âm (@ Dogg Bounce, Hàn Quốc)
- "hitman" bang – đồng sản xuất
- Suga – keyboard (bài 3), bộ tổng hợp (bài 3), sắp xếp rap (bài 3), sắp xếp giọng hát (bài 3)
- Jungkook – điệp khúc (bài 1–3)
- V – điệp khúc (bài 2)
- Slow Rabbit – âm thanh, sắp xếp giọng hát (bài 3), kỹ thuật thu âm (@ Carrot Express, Hàn Quốc)
- Changwon Yang – kỹ sư âm nhạc
- Bosung Kim – kỹ sư âm nhạc
- James F. Reynolds – kỹ sư phối nhạc (@ Schmuzik Studios, London, Anh) (bài 1 & 2)
- Bob Horn – kỹ sư phối nhạc (@ Echo Bar Studio, North Hollywood, California) (bài 3)
- Alex DeYoung – hoàn chỉnh âm thanh (@ DeYoung Mastering, Los Angeles, California)
- KM-MARKIT – nhạc sĩ (lời Nhật)

## Bảng xếp hạng
| Bảng xếp hạng (2015)                   | Vị trí cao nhất |
| -------------------------------------- | --------------- |
| Nhật Bản (Japan Hot 100)               | 4               |
| Philippines (Philippine Hot 100)       | 19              |
| Hàn Quốc (Gaon)                        | 5               |
| Hoa Kỳ (Billboard World Digital Chart) | 3               |

| Bảng xếp hạng (2015)     | Vị trí cao nhất |
| ------------------------ | --------------- |
| Nhật Bản (Japan Hot 100) | 4               |
| Nhật Bản (Oricon)        | 3               |

| Bảng xếp hạng (tháng 5 năm 2015) | Vị trí |
| -------------------------------- | ------ |
| Hàn Quốc (Gaon)                  | 12     |

| Bảng xếp hạng (2015) | Vị trí |
| -------------------- | ------ |
| Hàn Quốc (Gaon)      | 90     |

| Bảng xếp hạng (2015) | Vị trí |
| -------------------- | ------ |
| Nhật Bản (Oricon)    | 67     |

## Doanh số và chứng nhận
| Quốc gia | Bảng xếp hạng       | Phiên bản  | Doanh số | Chứng nhận        |
| -------- | ------------------- | ---------- | -------- | ----------------- |
| Hàn Quốc | Gaon Download Chart | Gốc        | 826,496  |                   |
| Nhật Bản | Oricon              | Tiếng Nhật | 109,000  | RIAJ: 2× Bạch kim |
| Hàn Quốc | Gaon Download Chart | Urban Mix  | 31,423   |                   |
| Hàn Quốc | Gaon Download Chart | Remix      | 25,720   |                   |
| Hoa Kỳ   | Billboard           | Gốc        | 98,000   |                   |

## Giải thưởng
| Năm  | Giải thưởng        | Hạng mục                 | Kết quả   | Nguồn         |
| ---- | ------------------ | ------------------------ | --------- | ------------- |
| 2015 | Melon Music Awards | Vũ đạo nam xuất sắc nhất | Đoạt giải | [ 72 ] [ 73 ] |

| Chương trình  | Ngày phát sóng      | Nguồn         |
| ------------- | ------------------- | ------------- |
| The Show      | 5 tháng 5 năm 2015  | [ 74 ]        |
| The Show      | 12 tháng 5 năm 2015 | [ 75 ]        |
| M Countdown   | 7 tháng 5 năm 2015  | [ 76 ] [ 77 ] |
| Music Bank    | 8 tháng 5 năm 2015  | [ 78 ]        |
| Show Champion | 13 tháng 5 năm 2015 | [ 79 ]        |

## Lịch sử phát hành
| Quốc gia  | Ngày phát hành      | định dạng       | Phiên bản        | Hãng đĩa              | Nguồn  |
| --------- | ------------------- | --------------- | ---------------- | --------------------- | ------ |
| Toàn quốc | 29 tháng 4 năm 2015 | Tải kỹ thuật số | Gốc              | Big Hit Entertainment | [ 80 ] |
| Toàn quốc | 8 tháng 12 năm 2015 | Tải kỹ thuật số | Tiếng Nhật       | Big Hit Pony Canyon   | [ 81 ] |
| Toàn quốc | 2 tháng 5 năm 2016  | Tải kỹ thuật số | Urban Mix, Remix | Big Hit Entertainment | [ 82 ] |